# Canariomys bravoi
La rata gigante de Tenerife (Canariomys bravoi) es una especie extinta de roedor miomorfo de la familia Muridae. Era endémica de la isla de Tenerife (Canarias, España). 

## Hábitat
Se han encontrado restos fósiles de este animal prácticamente por toda la isla, desde el Macizo de Anaga hasta el Macizo de Teno, y desde el nivel del mar hasta Las Cañadas del Teide. Pero su presencia es más notable en yacimientos en cuevas o tubos volcánicos, como en el yacimiento de Las Arenas en el municipio de Buenavista del Norte (en el noroeste de Tenerife), donde a menudo suele aparecer junto con restos de otras especies, como por ejemplo, el lagarto gigante Gallotia goliath.

## Descubrimiento

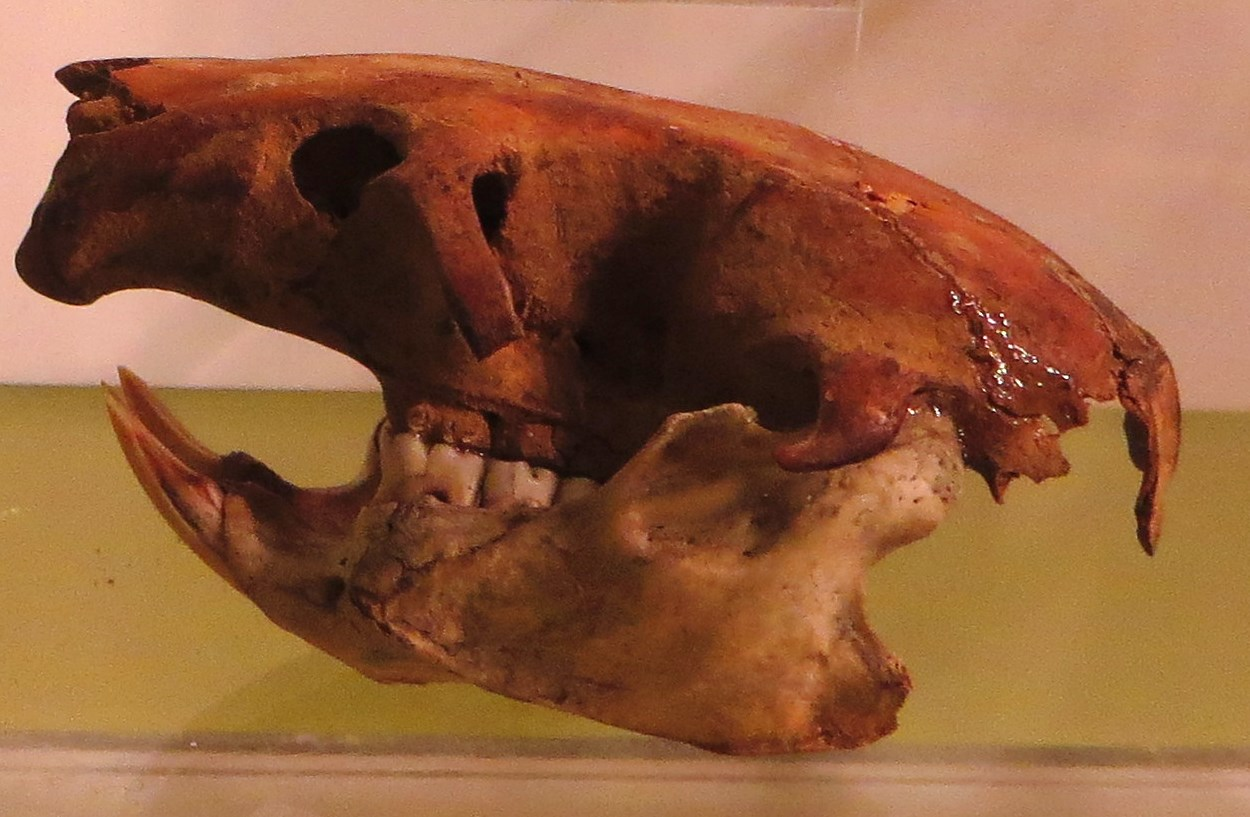
Cráneo de Canariomys bravoi en el Museo de la Naturaleza y el Hombre de Santa Cruz de Tenerife.

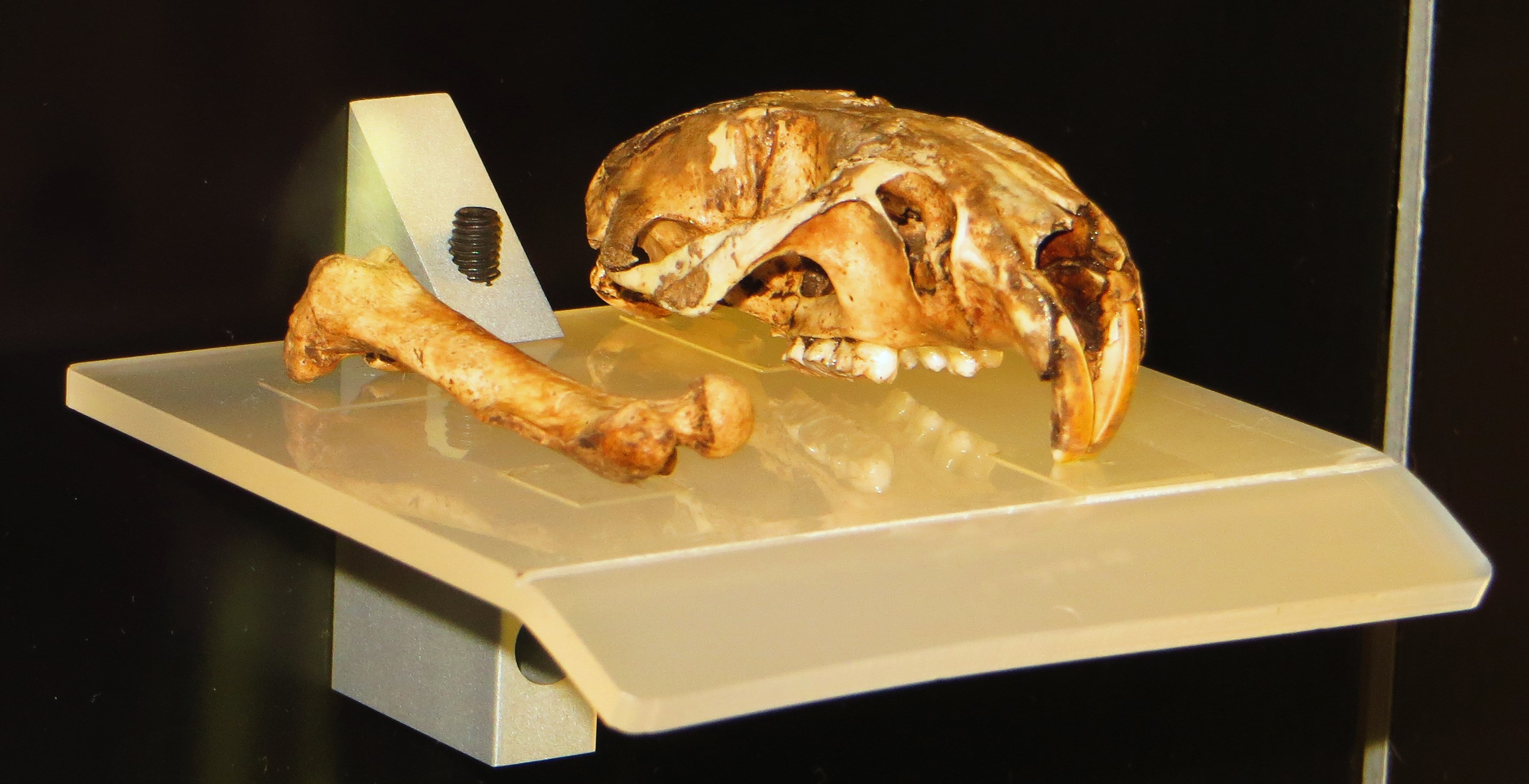
Fósil en el Museo de la Naturaleza y el Hombre.

Sus fósiles datan del Plioceno y Pleistoceno, aunque algunos de ellos también pertenecen al Holoceno. Los primeros fósiles fueron encontrados por el naturalista tinerfeño Telesforo Bravo, mientras que la descripción científica fue elaborada en 1964 por el paleontólogo Miquel Crusafont y el biólogo F. Petter, quienes dedicaron la especie al descubridor de los restos.

## Características
Su cráneo alcanzaba hasta 7 centímetros de longitud, por lo que podría haber alcanzado el tamaño de un conejo, lo que la convierte en la mayor de su familia y considerablemente grande comparadas con otras especies de ratas europeas. Su inusual tamaño se debía básicamente a la alimentación basada en una dieta herbívora no herbácea, a la adaptación a los diferentes regímenes alimentarios pero sobre todo al aislamiento de la isla.
Un estudio científico publicado en 2012 comparó la especie Canariomys bravoi con roedores arborícolas actuales como Phloeomys cumingi, la rata gigante de la isla de Luzón en Filipinas. El estudio reveló que entre los rasgos distintivos de C. bravoi están las garras que se desarrollan casi similarmente en las extremidades anteriores y posteriores. También las patas traseras más largas que las delanteras evocan una forma intermedia entre ratas y murinos arbóreos como Phloeomys. Canariomys bravoi era un roedor fuerte y poderosamente musculado capaz de moverse en diferentes substratos desde el suelo hasta los árboles, y probablemente tenía habilidades de excavación.

## Extinción
La rata gigante, al igual que otras especies nativas del archipiélago, se extinguió por las acciones de los conquistadores españoles, que pudieron cazarlas, o por la acción de otros animales introducidos por los españoles (como el gato) que pudieron competir con ellas, cazarlas o transmitirles enfermedades. En la actualidad, el Museo de la Naturaleza y el Hombre de Santa Cruz de Tenerife exhibe diferentes cráneos y huesos fósiles de este animal, así como fieles reconstrucciones escultóricas de los mismos.